# Burkhard Gantenbein
Burkhard Gantenbein, švicarski rokometaš, * 14. julij 1912, † 27. avgust 2007.
Leta 1936 je na poletnih olimpijskih igrah v Berlinu v sestavi švicarske rokometne reprezentance osvojil bronasto olimpijsko medaljo.